# 近藤幸太郎
近藤 幸太郎（こんどう こうたろう、2001年1月30日 -）は、日本の陸上競技選手。専門は中距離走・長距離走。SGホールディングス所属。
愛知県豊川市出身。豊川市立代田中学校、愛知県立豊川工業高等学校、青山学院大学経営学部経営学科を各卒業。

## 経歴

### 高校時代まで
- 代田中学校から陸上部に所属している。当中学校の卒業前に東葛駅伝へ出走、3区1位の好成績を挙げた。
- 豊川工高校時代は高校2・3年生と5000mでインターハイに出場するも決勝進出は成らなかった。
- 高校3年生時の秋レース・5000mでは14分08秒50の記録を出している。

### 大学時代
- 原晋から高校時代より熱烈なスカウトを受け、高校卒業後の2019年4月に青山学院大学へ入学し、青山学院大学陸上競技部・男子長距離ブロックに在籍。
- 当大学1年時、大学三大駅伝には出場出来なかった。

- 当大学2年時、2020年10月決行予定の第32回出雲全日本大学選抜駅伝競走は、新型コロナウイルス感染拡大の為中止。同年11月、第52回全日本大学駅伝に出場。自身初の三大駅伝で2区を担当したが、区間13位と振るわず。青学大も総合4位に留まった。
- 2021年1月開催の第97回東京箱根間往復大学駅伝競走へ、復路の7区に初出走。青学大は往路12位と大きく出遅れるも、6区で髙橋勇輝が10位に浮上し、小田原中継所でたすきを受ける。その後近藤は区間賞の東京国際大・佐伯涼と4秒差の区間3位で10位から7位に浮上し、8区・岩見秀哉へ襷を繋いだ。結果青学大は総合4位だったが、総合優勝の駒澤大とわずか2秒差ながら復路優勝を果たした。

- 当大学3年時、2021年10月の第33回出雲駅伝では1区に出走し、三大駅伝で初となる区間賞を獲得する快走を見せた。だが、青学大は東京国際大に1分57秒の大差をつけられ総合2位に終わる。
- 同年11月の第53回全日本大学駅伝では7区に出場。区間2位と好走し、8区・飯田貴之に襷を繋いだ。しかし駒澤大にはわずか8秒及ばず、出雲駅伝に続き総合2位となった。
- 2022年1月開催の第98回箱根駅伝では、エース区間の2区に出走。1区・志貴勇斗から5位で襷を受ける。近藤は区間7位ながらも中央大・東海大・専修大を追い抜き、2位で3区・太田蒼生へタスキリレー。その後太田は1位の駒澤大・安原太陽を追い抜きトップに立つと、以後は完全に独走状態となり2年ぶり5度目となる往路優勝を果たす。翌日の復路でも首位を一切譲らずに後続との差を大きく広げ、2年ぶり6回目の総合優勝（及び復路優勝）を達成した。

- 当大学4年時、2022年10月の第34回出雲駅伝では3区に出走。区間3位の好走で4位から2位に浮上させたが、4区、5区が共に区間6位と伸び切らず優勝争いから脱落し、1分46秒差の4位にとどまった。
- 同年11月の第54回全日本大学駅伝では2年連続で7区を担当。駒澤大・田澤廉には14秒及ばず区間2位であったが、49分52秒で走り従来の区間記録を29秒更新。田澤に次ぐ史上2人目の49分台を達成し、順位も4位から2位に押し上げ8区・宮坂大器に襷を繋いだ。しかし、宮坂は15km過ぎで國學院大・伊地知賢造に追い抜かれ後退。ゴール目前では順大にも追いつかれたが、1秒差で振り切り総合3位を守り切る。しかし、1位の駒澤大には3分58秒の大差をつけられてしまった。
- 2023年1月開催の第99回箱根駅伝では、前年に続いてエース区間の2区に出走する。1区・目片将大から7位で襷を受けると、先行するランナーを次々に追い抜き中央大・吉居大和に14km地点で追いつく。ここから近藤が吉居を後ろに付けさせて引っ張り、さらに先行していた田澤に追いつく。そして3人は戸塚中継所までデッドヒートを繰り広げ、近藤はトップに立った吉居から遅れること4秒差の3位で3区・横田俊吾に襷を繋いだ。その後4区の太田が1位・駒澤大とわずか1秒差の2位まで迫るも、5区と6区の失速が大きく響き8区終了時点で8位と低迷。9区・岸本大紀が区間賞（5人抜き、歴代2位）の快走を見せ3位に戻したが、追い上げはここまで。青学大は7分14秒差の総合3位（往路3位、復路9位）で連覇を逃し、2013年度以来9年ぶりの無冠に終わった。
- 大学卒業後も競技の方は継続し、SGホールディングスに所属する。

### 実業団時代
- 2023年10月にMGCと同日開催となった東京レガシーハーフマラソンに出場。雨天の中でのレースとなったが、1時間01分26分で5位入賞（日本人トップ）し、自己記録を大幅更新。
- 11月に行われた第66回関西実業団対抗駅伝競走大会にSGホールディングスのメンバーとして3区に出走し、区間記録まで僅か3秒と好走して区間賞を獲得するも、チームは準優勝に終わる。
- 2024年1月1日に行われた第68回ニューイヤー駅伝ではエース区間の2区に出走し、22位で受けた襷を4位まで押し上げる18人抜きの快走を見せる。1時間02分23秒で区間5位。最終的にチームは19位に沈み、入賞を逃した。
- 2月に行われた熊日30キロロードレースでは1時間28分54秒と大会記録まであと2秒という好記録で走り、優勝。
- 5月に行われた第68回関西実業団陸上競技選手権大会では5000mと10000mに出場。初日に行われた10000mでは、28分05秒55で優勝（大会新記録・自己新記録）。翌日行われた5000mでは総合5位。
- 11月に行われた第67回関西実業団対抗駅伝競走大会にSGホールディングスのメンバーとして6区に出走。夏に故障し今大会が復帰戦となったが、32分25秒と区間記録まで13秒という好走し、2位との差を43秒広げ、チームの3年ぶりの優勝に大きく貢献した。

## 人物・エピソード
- 大学3年生時に急成長し、5000ｍと10000ｍの自己ベストを大幅に更新するだけで無く、青山学院大学陸上部のチーム記録を更新することとなった。これ故に、年度当初はチームでエース的存在の選手が居なかったが、近藤が記録を次々に樹立し新たに『エース』となった。
- 飯田貴之（元キャプテン、現・富士通所属）ら青山学院大学陸上部の1学年先輩によると、近藤の性格は「自分自身にとても厳しいが、他人に対してはお人好し過ぎる（優しいを通り越して）」とのこと。
- 近藤本人曰く、元々は消極的で控え目な性格であったが、青山学院大学に入学して同期のメンバーたちに啓発され、積極的な性格に変わったと語っている。毎年発売される『大学駅伝』でも「自分を一言で表すと」の設問に、1年生時は「心配性」であったが、3年生時は「うるさい」、4年生時は「かまちょ（構って頂だい）」と答えている。
- 非常に利他的な性格であることで知られ、他者から数々のエピソードが語られている。2021年、2022年に開催された『MARCH対抗戦10000m記録会』で個人総合1位の連覇を果たし、賞金3万円を獲得したが、使い道について、2021年下半期の部屋人であった若林宏樹に対して「若林がレースで結果が出ず、元気が無いので、ご馳走したい」と語り、2022年下半期の部屋人であった黒田朝日に対しては、黒田が10000mで個人記録を最も大幅に更新し『Abema賞』を獲得し、個人総合でも8位入賞したことから近藤以上に賞金を獲得した為、近藤は「ご馳走したい」という心情はやまやま持っていたが、「可愛い部屋人です! 僕より稼いでいるので、奢りませんが…」と語っている。
- 2023年1月2日に開催された第99回箱根駅伝で2区を走り、区間2位であった。1区で駒澤大学と中央大学から遅れてタスキを受け取ったが、ごぼう抜きを見せて快走し、14キロ地点で先行していた中央大学の吉居大和に追い付く。レース後のインタビューでこの時、吉居は「きつくて、いっぱいいっぱいだった」と語ったが、この瞬間に近藤が「一緒に行くぞ。俺についてこいよ!」と左手で合図を送った。これで後ろに付いた吉居は調子を取り戻し、さらに先行する駒澤大学の田澤廉に追い付き、近藤・吉居・田澤は戸塚中継所までデッドヒートを繰り広げた。結果的に2区の区間賞は吉居、2位が近藤、3位が田澤となったが、吉居はインタビューやチームメイトとの会話で「（近藤）幸太郎くんのおかげで、区間賞を取れた。あれが無かったら、マジで終わっていました。幸太郎くんのおかげで食らい付くことが出来ました」と近藤に対し謝意を述べた。一方、近藤も「小さい頃から一緒に走って来た仲間と同じ区間で一緒に走れたのが、とても嬉しかったです。後輩の（吉居）大和が、僕を越えてくれて光栄です」と語った。区間記録は、吉居が近藤を1秒上回った。そして、近藤と吉居がレース後に健闘の抱擁をし合ったシーンが、視聴者の感動を呼んだ。
- TBSの情報番組『ひるおび』のコメンテーターとして準レギュラー出演中の原は、この逸話を知った際「何で吉居選手は青学に来なかったんだよ!」と羨んでいる[2]。数日後、原はラジオ番組でも「あの時吉居選手がちょっとバテていたが、近藤の方から吉居くんに『ついてこい』というジェスチュアをしたんです。監督の立場からすれば『余計なお世話をするな』という感じですけれど」と苦笑混じりに近藤を批判したが、パーソナリティの藤木直人は「でもその辺が近藤選手の、人間性の素晴らしさなのかなと思います」と感嘆していた[3]。なお、吉居は仙台育英学園高等学校に進学したが、出身は愛知県で近藤とは同郷で、かつては同じランニングクラブに所属していたことで、先輩・後輩の旧知の仲である。この近藤の演出を受けて、スポーツジャーナリストの生島淳は『近藤劇場』と、他のスポーツ編集者も『花の（2区）助演男優賞』などとそれぞれ称賛していた。
- 近藤は田澤との直接対決が5回目で、初めて区間記録が田澤を上回ったが、「いいえ、勝った気はしません。田澤くんのおかげで、僕もここまで強くなれましたから」と至って謙虚にインタビューに答えている。
- 2023年2月9日には、スポーツ誌『4years』発信の記事で、近藤と吉居の『兄弟的関係』について詳しく公開された。ランニングクラブの代表監督は近藤について「幸太郎は、誰に対しても壁を作らず、親しく接していたので、（吉居）大和のみならず、下の学年から慕われていました」と語っている。また吉居の父親にも取材をしたところ、「大和は幸太郎くんの影響をすごく受けて、しゃべり方まで似ていた時期がありました。大和が高校に進学して敬語で話したところ、幸太郎くんが『それ（敬語）イヤだな』と言ったことで、また普通に話すようになったようです」と父親が語った。こうしたことから、近藤と吉居は"上下"・"タテ"関係で無く、『兄弟的関係』を築き強い絆で結ばれていることが記事で公開された。これ故に吉居は、近藤のことを普段から「幸太郎くん」と呼んで強く慕っている。
- 好きなアーティストはSEAMOとBiSH。特にSEAMOは愛知県出身と同郷で、近藤は2021年夏の帰省期間にCDショップでのライブに初めて1人で参加し、近藤はそれまで「幼少期から家族でよくライブに行っていた」と語っており、初めて1人で参加し余りの感激で「僕のヒーローです!」と語り、ツーショットで映った写真をTwitterなどSNSサイトで公開している。これを機にSEAMOとの交流が始まり、近藤が毎年9月に開催される全日本インカレで、2021年と2022年に5000mで2連覇を果たし、ニュースを受けてSEAMOは自分事のように「これは嬉しい!」と喜びのコメントをTwitterで公表した。

## 大学駅伝戦績
| 学年（年度）       | 出雲駅伝                    | 全日本大学駅伝                             | 箱根駅伝                         |
| ------------------ | --------------------------- | ------------------------------------------ | -------------------------------- |
| 1年生 （2019年度） | 第31回 出場無し             | 第51回 出場無し                            | 第96回 出場無し                  |
| 2年生 （2020年度） | 第32回 （開催中止）         | 第52回 2区-区間13位 32分25秒               | 第97回 7区-区間3位 1時間03分14秒 |
| 3年生 （2021年度） | 第33回 1区-区間賞 23分41秒  | 第53回 7区-区間2位 50分54秒                | 第98回 2区-区間7位 1時間07分09秒 |
| 4年生 （2022年度） | 第34回 3区-区間3位 23分51秒 | 第54回 7区-区間2位 49分52秒 （区間新記録） | 第99回 2区-区間2位 1時間06分24秒 |

## 自己記録
- 1500m - 3分53秒78（2018年7月21日、2018年度第4回京都産業大学長距離競技会）
- 5000m - 13分31秒33（2024年4月29日、織田幹雄記念国際陸上競技大会）
- 10000m - 28分05秒55（2024年5月31日、第68回関西実業団陸上競技選手権大会）
- ハーフマラソン - 1時間01分26秒（2023年10月15日、東京レガシーハーフマラソン2023）
- 30km - 1時間28分54秒（日本歴代5位）（2024年2月18日、金栗記念第66回熊日30キロロードレース）